# Miri-Piri

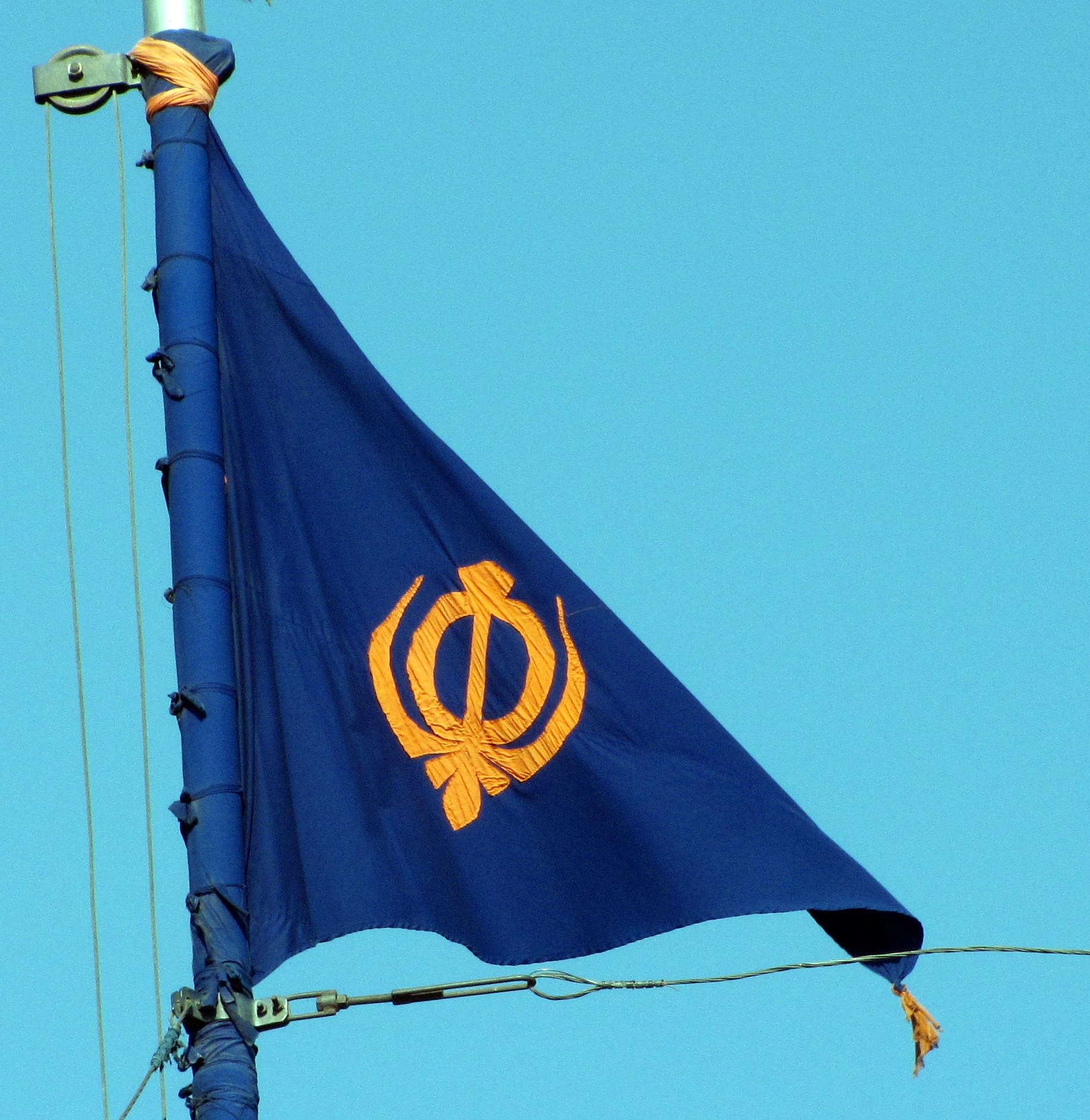
Le drapeau sikh avec les deux épées symbolise l'alliance de la sagesse, de la foi, et, du pouvoir.

Miri-Piri est un concept utilisé dans le sikhisme afin de symboliser la relation entre le spirituel et le temporel. Les deux épées qui se rejoignent sur le drapeau sikh en sont une représentation; deux forces doivent animer le croyant sikh. Les deux mots Miri et Piri sont d'origine arabo-persique. Miri vient du persan mir contraction arabe du mot amir qui veut dire: gouverneur, seigneur. Piri vient du persan pir qui signifie: saint, guide spirituel. Miri-Piri a été utilisé par les Gurus du sikhisme afin de montrer qu'ils étaient des chefs spirituels et temporels. Le concept veut que les valeurs de la foi influencent la politique menée.
Pour mémoire, le sikhisme comme l'a voulu le premier gourou, Guru Nanak, abrogeait les différences entre le humains, en Inde, notamment les castes; cette religion créait la notion d'égalité, novatrice à l'époque. Pour les sikhs, ce symbole des deux épées montre qu'il faut respecter la morale en politique comme dans son foyer. Ce symbole viendrait de Guru Hargobind (1595-1644). Pour les sikhs et ce depuis le XVIIe siècle, la puissance de l'état doit s'imbriquer dans la religion pour créer un équilibre bénéficiant au peuple. Le sikh doit savoir gouverner et prier. La force de la foi doit être plus forte que la force de la loi, même si les deux existent dans ce monde.